# Donkere vetmuur
Donkere vetmuur, tengere vetmuur of gewimperde vetmuur (Sagina apetala) is een plantensoort uit de anjerfamilie (Caryophyllaceae).

## Determinatie
Donkere vetmuur is een eenjarige, kruidachtige plant. De soort is klierachtig behaard, wordt 2–10 cm hoog, heeft uit één punt komende, draaddunne, rechtopstaande stengels. De donkergroene, tegenoverelkaar staande, 2–12 mm lange en 0,5 mm brede bladeren zijn lijnvormig. De bovenste bladeren hebben een stekelpuntje, dat 0,3 mm lang is. De wortelrozet verschrompelt tijdens de bloei.
Donkere vetmuur bloeit van mei tot in juli met groene of witte, 2–4 mm grote bloemen. De kroonbladeren zijn korter dan de vier, 1,7–2,2 mm lange kelkbladeren en vallen spoedig af of ontbreken. De witgerande kelkbladen liggen tegen de doosvrucht aan, waarvan de twee buitenste kelkbladen spits of toegespitst zijn. De bloem heeft vier meeldraden en vier stijlen.
De vrucht is een 1,5–2,5 mm lange vierkleppige doosvrucht, die ten hoogstens 10% buiten de vaak kort klierharige kelk uitsteekt. De bruine, eivormige, vaak met papillen bezette zaden zijn 0,1 × 0,3 mm groot. Het aantal chromosomen is 2n = 12.

### Gelijkende taxa
Donkere vetmuur is moeilijk te onderscheiden van uitstaande vetmuur. Bij donkere vetmuur liggen de witgerande kelkbladen tegen de doosvrucht en zijn de buitense twee spits tot toegespitst. De doosvrucht steekt ten hoogstens 10% buiten de kelk uit, terwijl die van uitstaande vetmuur verder uitsteekt.
Verder lijkt donkere vetmuur ook op liggende vetmuur, waar ze vaak mee samengroeit. Liggende vetmuur wortelt echter op de stengels en heeft tijdens de bloei nog steeds een duidelijk aanwezig bladrozet met levende bladeren.

## Ecologie
Donkere vetmuur komt vooral voor tussen plaveisel. Ook op droge, matig voedselarme, kalkrijke grond in duinvalleien, in akkers op löss en zandige klei en op spoorwegterreinen is ze soms te vinden.

### Syntaxonomie
In de syntaxonomie staat donkere vetmuur te boek als kensoort voor de associatie van vetmuur en zilvermos (Bryo-Saginetum).

## Verspreiding
Het natuurlijke verspreidingsgebied van donkere vetmuur strekt zich uit over Europa, Noord-Afrika en West-Azië. Van daaruit is de plant verspreid naar Noord- en Zuid-Amerika, Zuid-Afrika, Nieuw-Zeeland en Australië. De soort staat op de Nederlandse Rode Lijst als algemeen voorkomend en stabiel of toegenomen.

## Fotogalerij

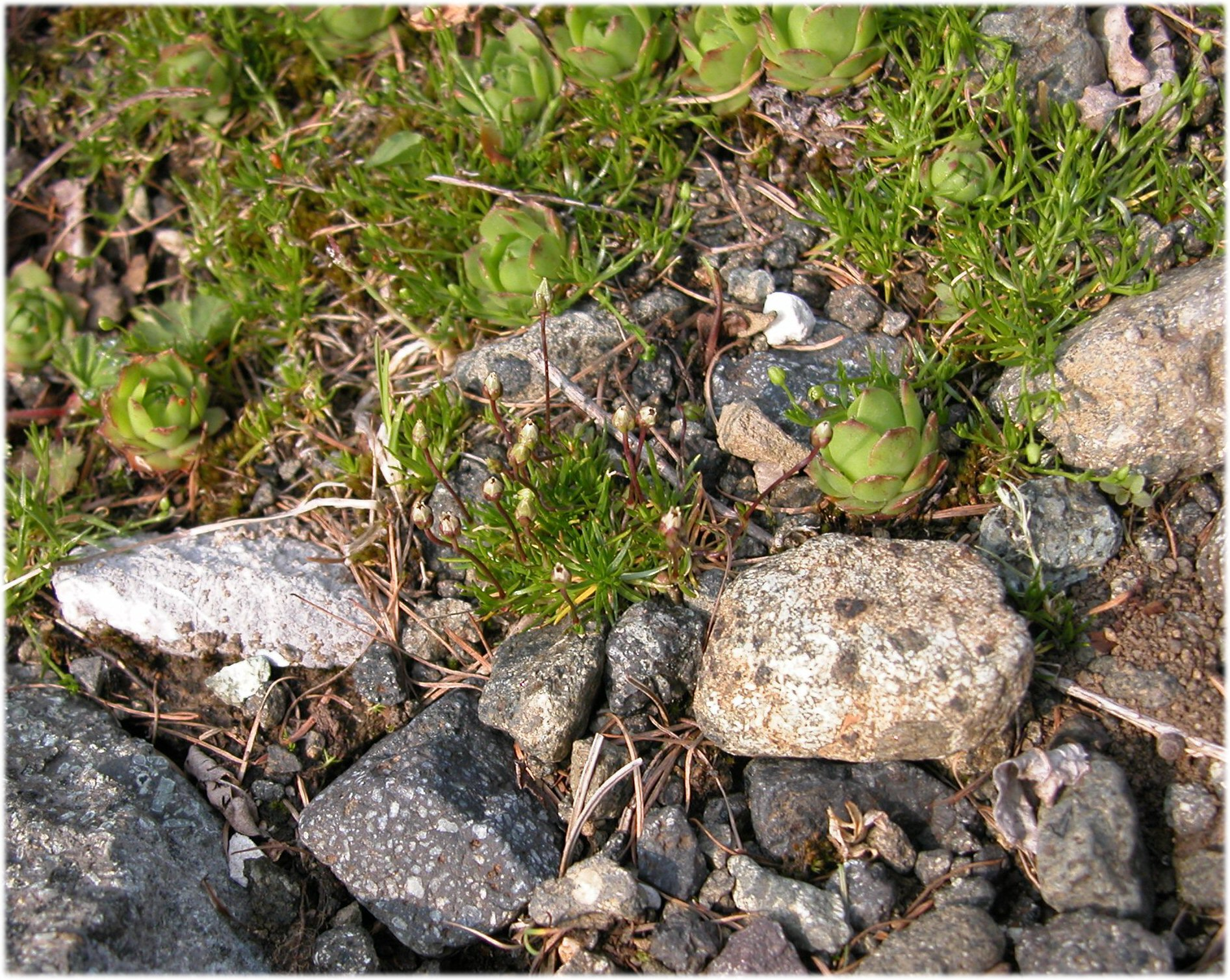
Planten
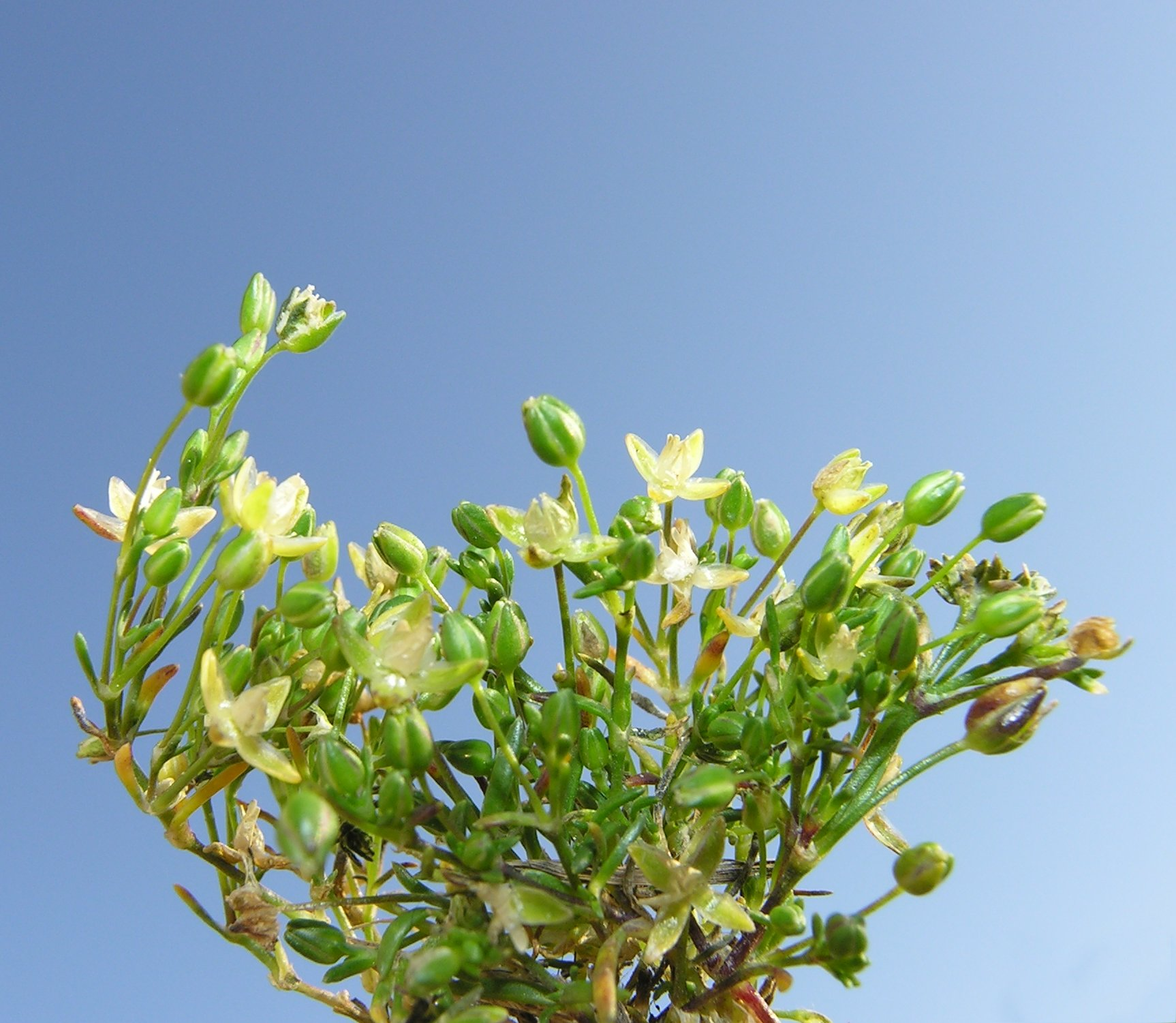
Bloemen
Herbarium
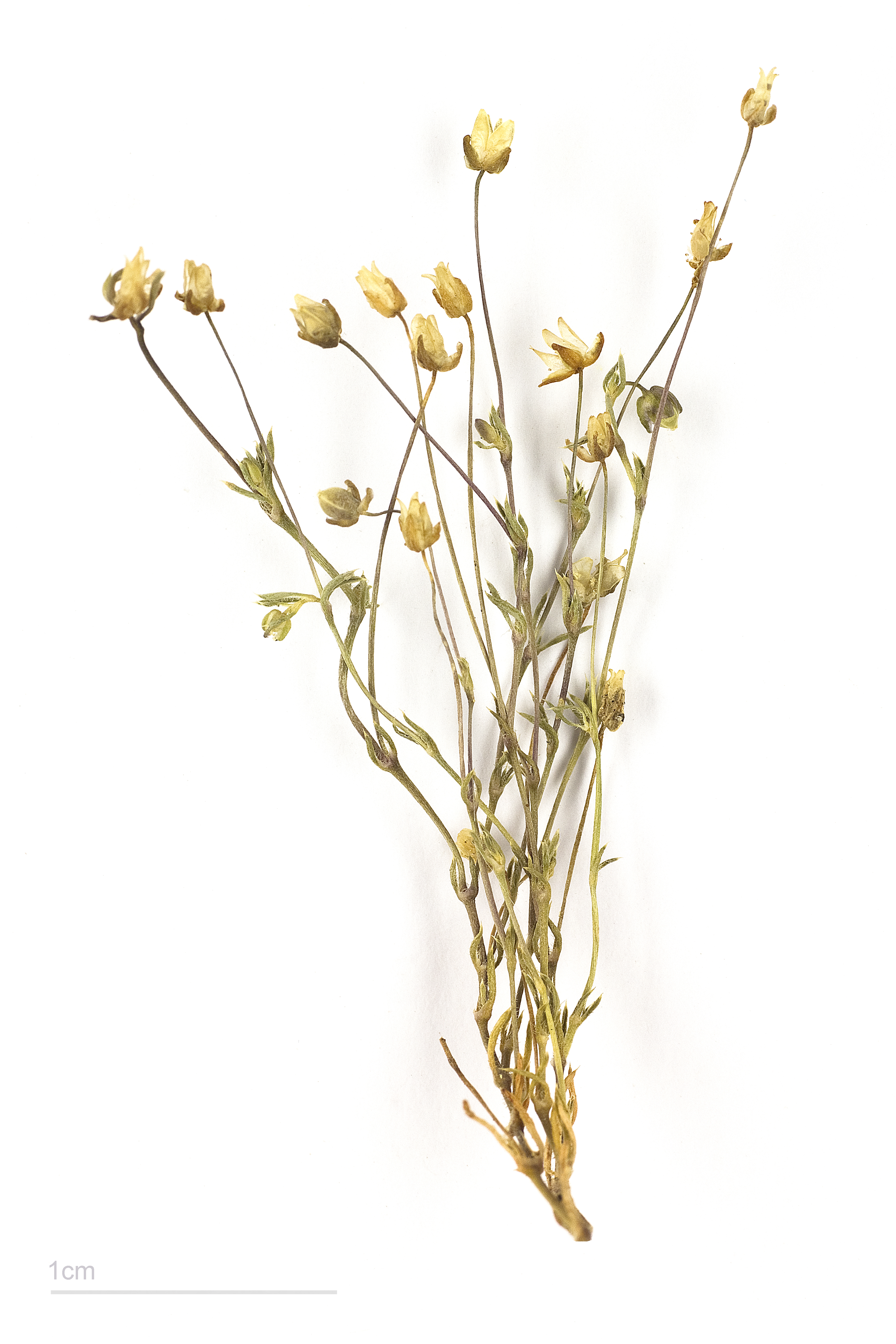
Herbariumexemplaar